# Filipe Campos
Filipe Campos (Porto, 21 settembre 1957) è un pilota di rally portoghese, specializzato nei rally raid.

## Biografia
Pur essendo un pilota di rally raid molto considerato, tanto da essere ingaggiato, già dal 2009, dal boss della BMW Sven Quandt per il suo X-Raid-Monster Energy team, perché di notevole esperienza e molto spesso vincente, non ha mai partecipato ad un Rally Dakar.

## Palmarès
1996
- al Baja Portalegre 500 su Nissan Terrano

1998
- al Baja Portalegre 500 su Toyota Land Cruiser

1999
- al Baja Portalegre 500 su Toyota Land Cruiser

2001
- al Baja Portalegre 500 su Toyota Land Cruiser

2002
- al Baja Portalegre 500 su Toyota Land Cruiser

2005
- al Rally Transibérico su Nissan Pathfinder

2008
- al Baja España-Aragón su Nissan Pathfinder

2009
- al Baja Portalegre 500 su BMW X3 (team X-Raid)
- al Baja España-Aragón su BMW X3 (team X-Raid)

2010
- al Estoril-Portimão-Marrakech su BMW X3 (team X-Raid)
- al Baja Portalegre 500 su BMW X3 (team X-Raid)

2011
- al Baja España-Aragón su BMW X3 (team Yser Racing Team)
- al Baja Portalegre 500 su Mini All4 Racing (team X-Raid)[2]